# Blossom Music Center
Das Blossom Music Center ist ein Open-Air-Theater in Cuyahoga Falls, Ohio.

## Geschichte
Das Gelände besitzt 5.700 Sitzplätze und bietet Platz für mehr als 23.500 Zuschauer inklusive Stehplätze. Das Theater wurde nach dem Orchester-Musiker Dudley S. Blossom benannt und wurde von dem Architekten Peter van Dijk entworfen. Die Freiluft-Arena befindet sich am Rande des Cuyahoga Valley National Park. Das Veranstaltungsgelände besitzt eine Fläche von 230 Hektar. Im Jahr 2003 wurde die Anlage für 17 Millionen US-Dollar renoviert.

## Nutzung
Der Carnival of Horrors wird jährlich seit 2003 hier abgehalten. Das Blossom Music Center ist außerdem Austragungsort der Festivals All That! Music and More Festival, Buzzard Festival, Country Throwdown Tour, Crüe Fest, Crüe Fest 2, Curiosa Festival, EndFest, Furthur Festival, H.O.R.D.E. Festival, Honda Civic Tour, Lilith Fair, Lollapalooza, Mayhem Festival, Ozzfest, Projekt Revolution, Uproar Festival sowie der Vans Warped Tour.
Die Michael Stanley Band trat im Jahr 1982 mit vier Konzertterminen vor 74.404 Besuchern im Amphitheater auf.